# Montmerle-sur-Saône
Montmerle-sur-Saône – miejscowość i gmina we Francji, w regionie Owernia-Rodan-Alpy, w departamencie Ain.

## Demografia
Według danych na styczeń 2012 roku gminę zamieszkiwało 3910 osób, a gęstość zaludnienia wynosiła 939,9 osób/km².